# Anders Thomas Jensen
Anders Thomas Jensen (Frederiksværk, 6 april 1972) is een Deens filmregisseur en scenarioschrijver.

## Levensloop
Jensen won in 1998 een Oscar voor zijn korte film Valgaften. In de jaren voordien werd hij eveneens genomineerd voor de films Ernst & lyset (1996) en Wolfgang (1997). De film Efter brylluppet, waarvoor hij samen met regisseur Susanne Bier het scenario schreef, werd in 2007 genomineerd voor een Oscar in de categorie beste niet-Engelstalige film. In 2011 won Bier de Oscar voor beste anderstalige film met Hævnen. Ook voor die film had Jensen het scenario geschreven.
Jensen is getrouwd met de Deense actrice Line Kruse, die meespeelt in verschillende van zijn films.

## Filmografie

### Regisseur
- 1996: Ernst & lyset
- 1997: Wolfgang
- 1998: Valgaften
- 2000: Blinkende lygter
- 2003: De grønne slagtere
- 2005: Adams æbler
- 2015: Mænd og Høns
- 2020: Retfærdighedens ryttere

### Scenarioschrijver
- 1998: Albert
- 1999: I Kina spiser de hunde
- 1999: Mifunes sidste sang
- 2000: The King Is Alive
- 2002: Old Men in New Cars
- 2002: Wilbur Wants to Kill Himself
- 2004: Rembrandt
- 2004: Brødre
- 2005: Mørke
- 2006: Efter brylluppet
- 2008: The Duchess
- 2008: Den du frygter
- 2009: Ved verdens ende
- 2009: The New Tenants
- 2010: Hævnen
- 2012: Den skaldede frisør
- 2013: Alle for to
- 2014: The Salvation